# Bernhardtsche Walze
Eine Bernhardtsche Walze ist ein speziell geformter Polstab einer ringförmigen Äquatorialsonnenuhr, der die Ablesung der mittleren Sonnenzeit ermöglicht.

## Geschichte

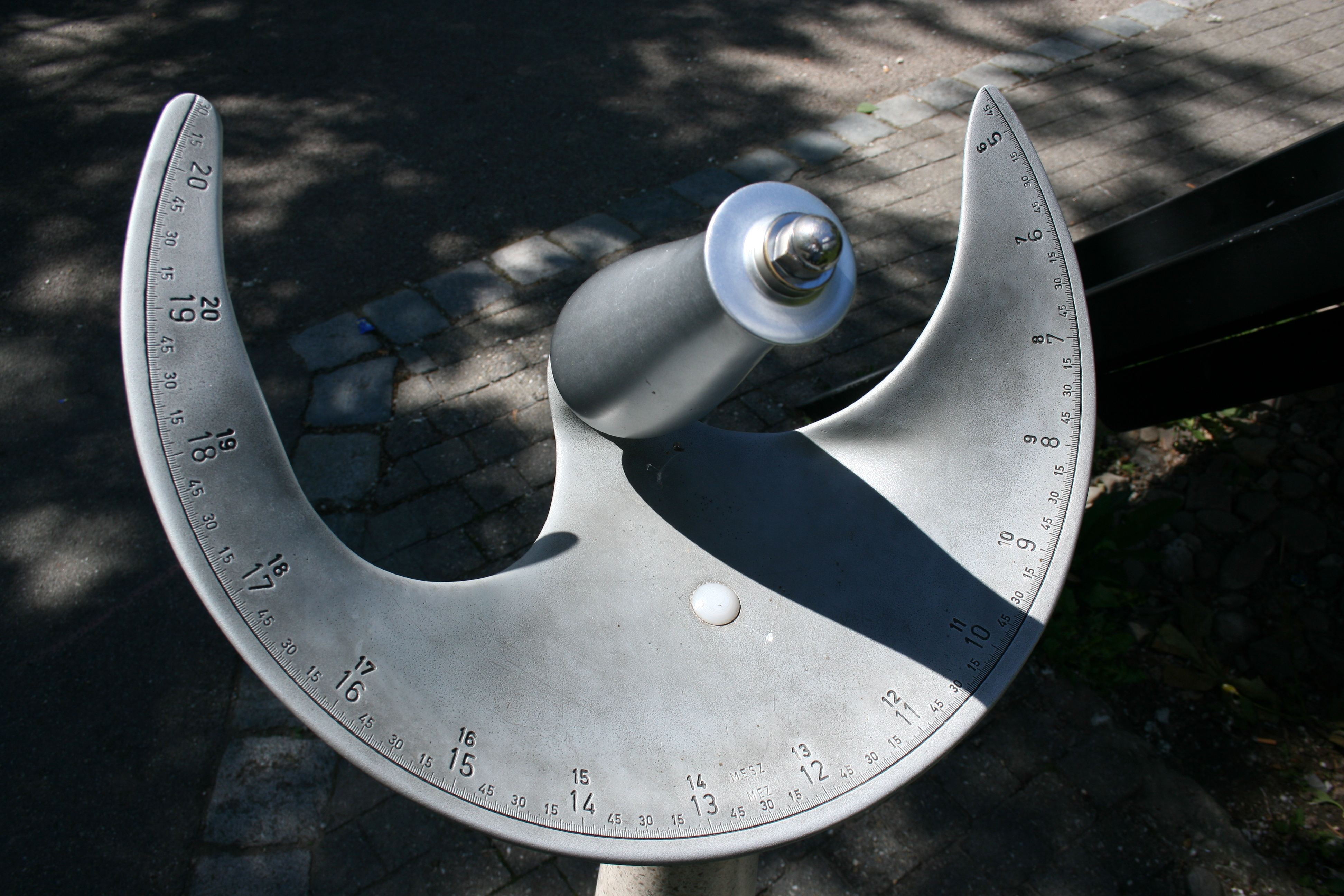
Äquatoriale Ringsonnenuhr mit Bernhardtscher Walze für das erste Halbjahr (Winter- bis Sommer-Sonnenwende) Aufnahme um 11:28 Uhr MESZ am 20. Mai

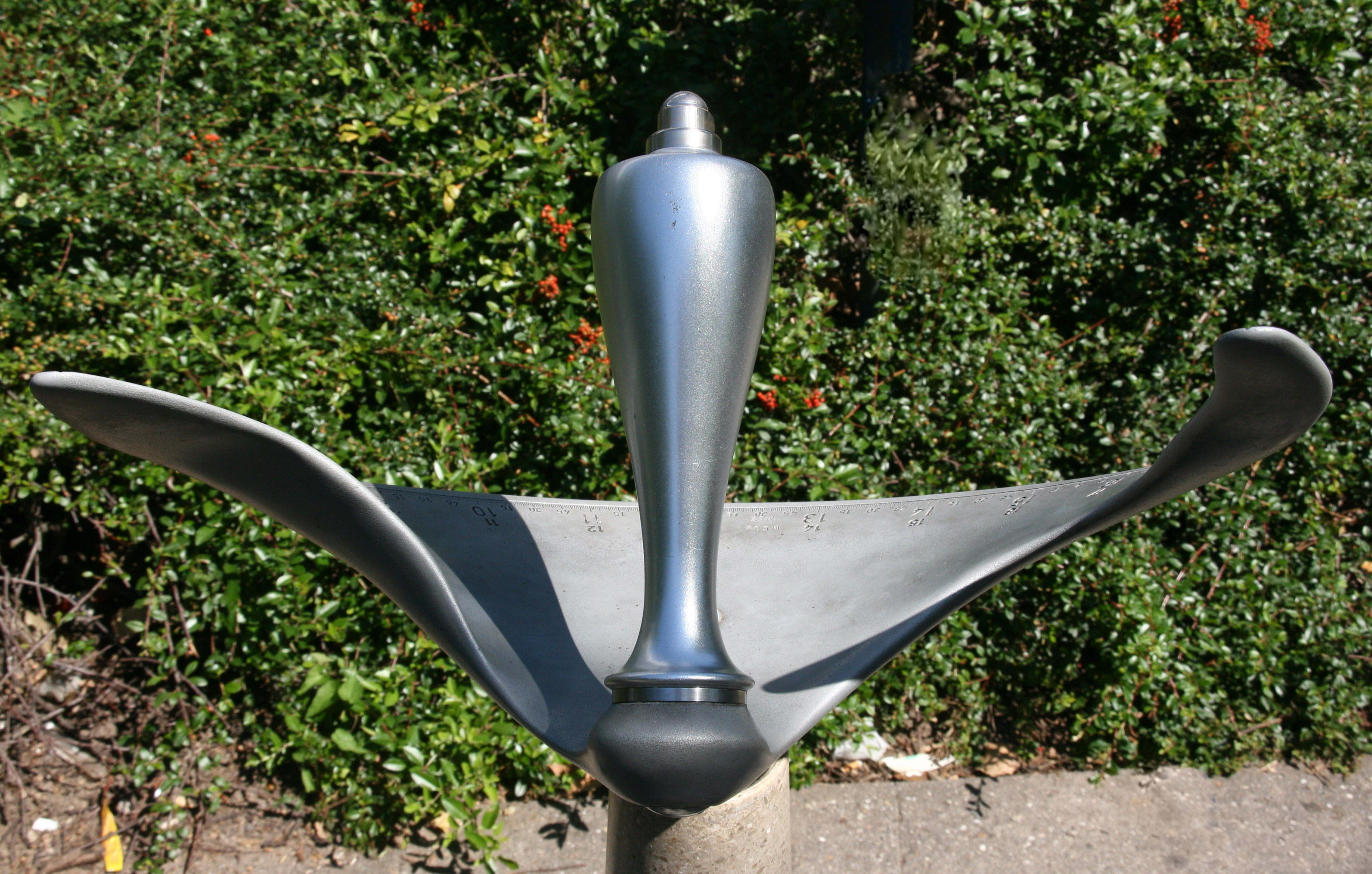
Dieselbe Uhr mit Schattenwerfer für das zweite Halbjahr (Sommer- bis Winter-Sonnenwende)

Die ursprüngliche Idee zu einem solchen Polstab, mit dem bei einer Sonnenuhr die Zeitgleichung mit einbezogen wird, so dass man nicht die wahre, sondern die mittlere Sonnenzeit abliest, stammt vom britischen Generalleutnant John Ryder Oliver (* 16. Dezember 1834 in Ashby de la Zouch, North West Leicestershire in England, † 10. Februar 1909 in Feltham, London). Seine Polstab-Walze wurde 1892 patentiert (Britisches Patent #1660). Seine Tochter gab dem London Science Museum 1932 einen Prototyp der Sonnenuhr ihres Vaters (angefertigt von Negretti und Zambra), der dort heute noch ausgestellt ist.
Der deutsche Techniker und Uhrmacher Martin Bernhardt (* 6. April 1919 in Freudenstadt, † 28. Januar 2001) beschäftigte sich mit dieser Idee während seiner sowjetischen Kriegsgefangenschaft. Bernhardt baute eine solche Sonnenuhr erstmals 1966 für einen Wettbewerb der Zeitschrift Sky and Telescope; sie wurde darin als eine der drei besten Konstruktionen veröffentlicht. Nur bei der Bernhardtschen Bauweise wird eine Genauigkeit von 1 Minute erreicht, macht also ein Skalenteilstrich pro Minute Sinn. 1992 gab er sein Sonnenuhrenpatent an den Uhrmacher Werner Schreiner weiter.

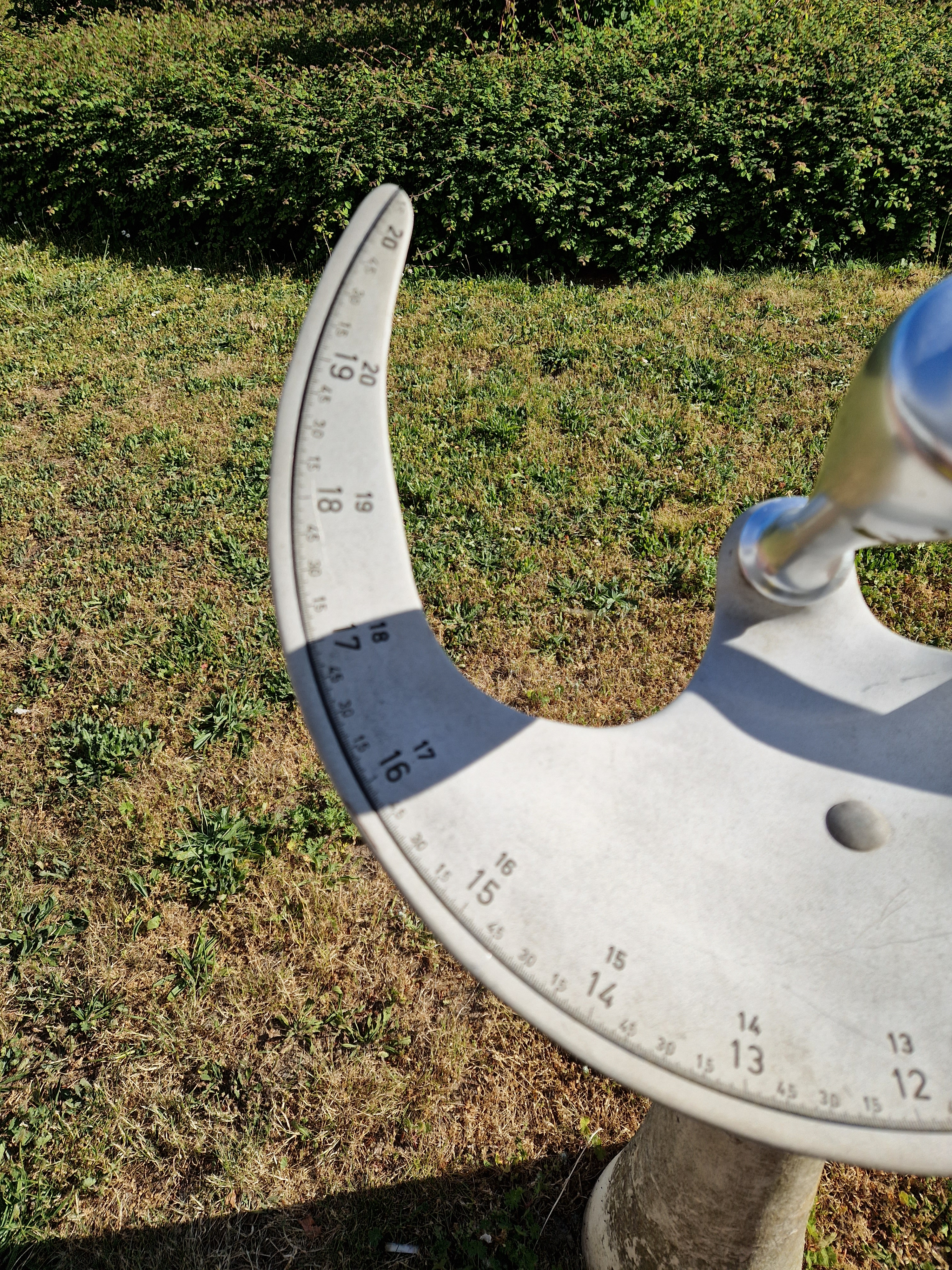

Heute gibt es weltweit circa 150 Sonnenuhren dieser Art an öffentlichen Plätzen. Eine dieser Sonnenuhren wurde am 1. Oktober 1984 in Lübeck zur Einweihung des neuen Krankenhauses (heute Sana Kliniken) aufgestellt. Bei der Sonnenuhr sind Sommer- und Winterwalze unlösbar fest montiert, so dass sie sich nicht tauschen lassen. Die Sommerwalze ist als aktive Walze montiert. Beim Ablesen der Uhrzeit am 30. Mai 2023 um 17:52 Uhr zeigte die Sonnenuhr genau 18 Uhr an (Einteilung für Sommerzeit) und ging damit 8 Minuten vor.

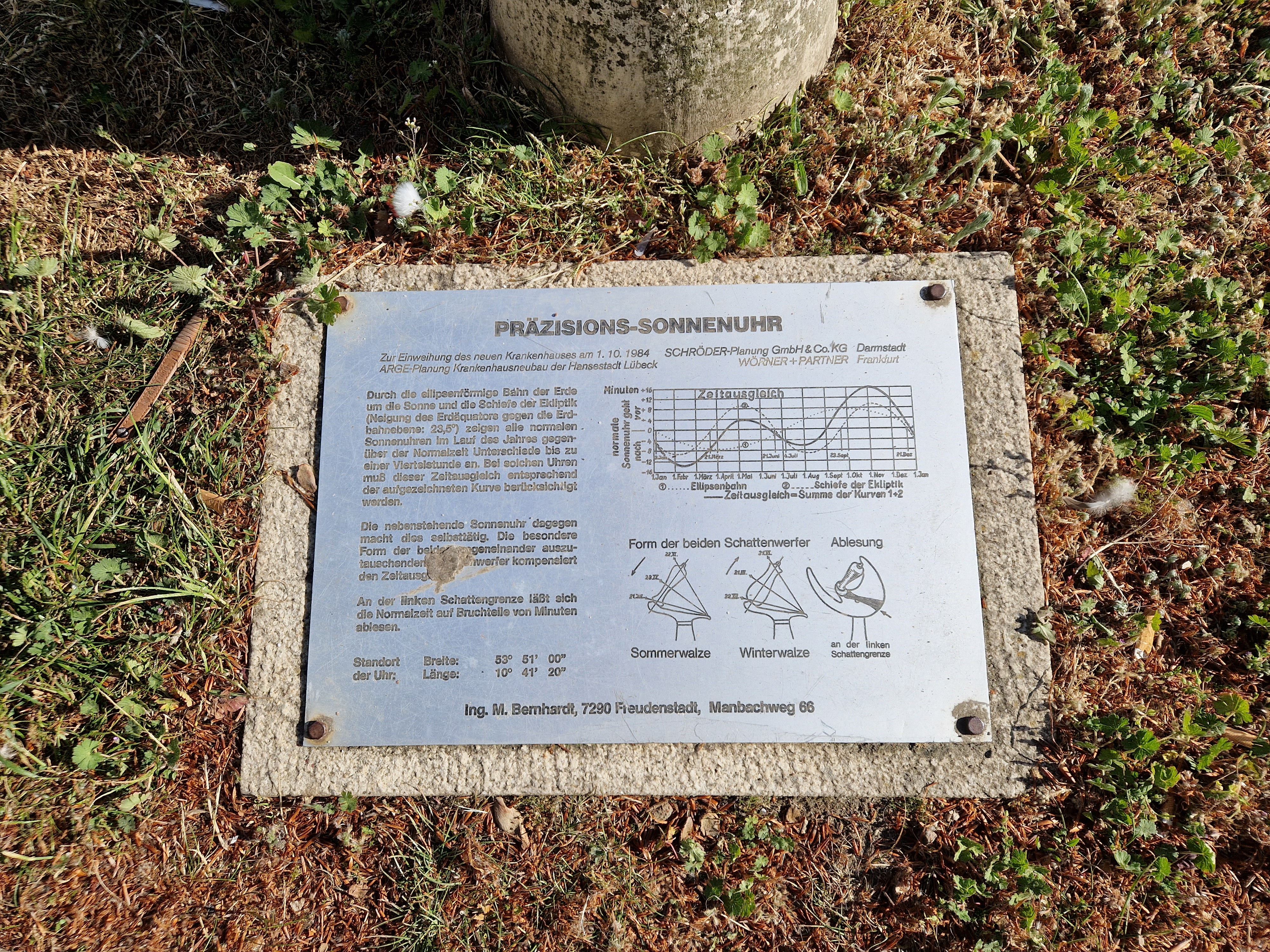

## Funktion

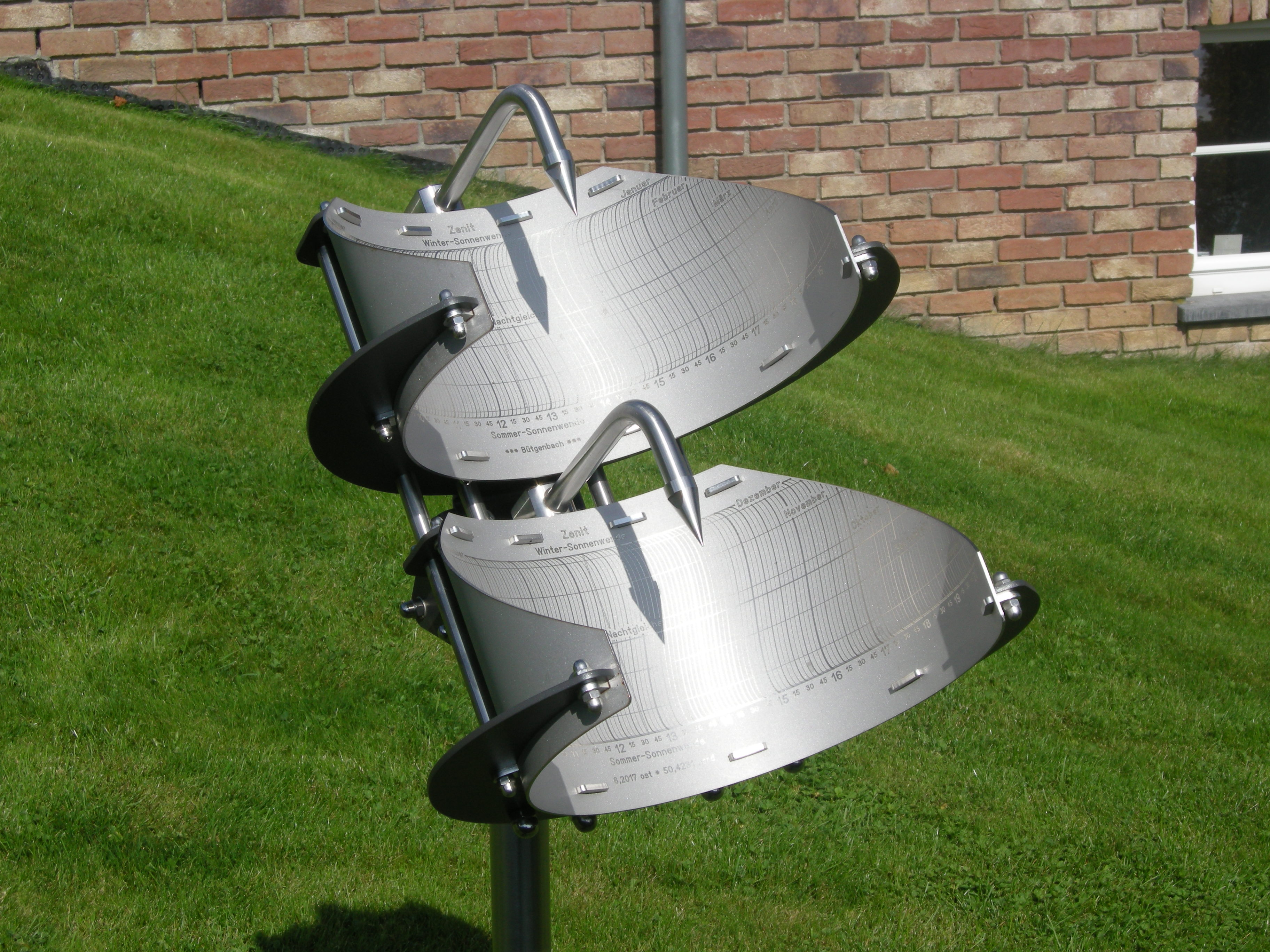
Äquatorialsonnenuhren mit zylindrischen Zifferblättern und Nodi als Schattenwerfer
(je eine Sonnenuhr für je ein Halbjahr).

Skizze einer ringförmigen Äquatorialsonnenuhr mit Schattenwerfer nach Bernhardt für das zweite Halbjahr (roter Schattenwerfer für das erste Halbjahr)

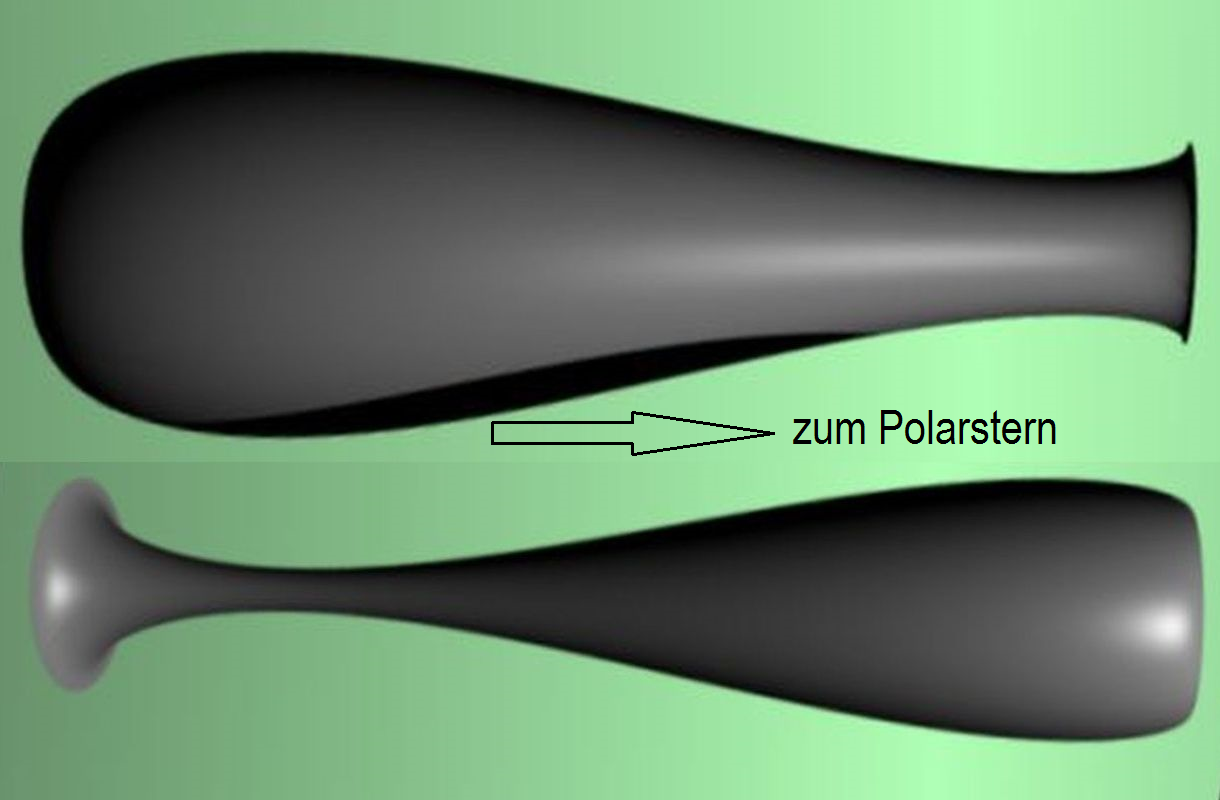
Schattenwerfer nach Bernhardt für erstes und zweites Halbjahr.

Bei der Äquatorialsonnenuhr mit zylindrischem Zifferblatt (Erdachs-parallele Zylinderachse) kann man die geraden Stundenlinien durch Stundenschleifen (Analemma-Figuren) ersetzen und darauf aus dem Stabschatten die Uhrzeit unter Berücksichtigung der Zeitgleichung ablesen. Wird der Schattenstab (Polstab) durch einen Nodus ersetzt, ist das Ablesen vereinfacht. Damit beim Ablesen keine Verwechslungsgefahr der beiden Halbjahre besteht, werden die Stundenschleifen oft geteilt (siehe nebenstehende Abbildung einer Doppel-Zylinder-Sonnenuhr.)
Bernhardt hat einen Elemente-Wechsel vollzogen: Zwei halbjährlich auszuwechselnde Schattenwerfer (Walzen) haben die Kontur je einer Stundenschleifen-Hälfte, und das Zifferblatt ist zum Ziffernring (äußerer Rand des Zifferblatts) geworden. Der Ablesepunkt auf dem Ziffernring stammt von dem in der Walzenkontur enthaltenen, mit dem Jahresdatum „aufwärts“ (erstes Halbjahr) bzw. „abwärts“ (zweites Halbjahr) laufenden Nodus.
Die Uhrzeit wird immer am vorauseilenden Schattenrand abgelesen.
Die Walzen entstehen durch Rotation des jeweiligen halben Analemmas um eine Achse außerhalb des (nicht achsensymmetrischen) Analemmas.